# Desa Cikande (administrativ by i Indonesien, lat -6,88, long 107,43)
Desa Cikande är en administrativ by i Indonesien.   Den ligger i provinsen Jawa Barat, i den västra delen av landet, 100 km sydost om huvudstaden Jakarta.